# 集集街
集集街，為1920年~1945年間存在之行政區，轄屬臺中州新高郡，1920年~1940年間為集集庄，1940年升格為集集街。今南投縣集集鎮及水里鄉。

## 街原名
原屬
- 集集堡之集集街、林尾庄、柴橋頭庄、社仔庄
- 沙連下堡之隘藔
- 五城堡之拔社埔[1]

## 行政區劃
集集街轄域原有集集、林尾、柴橋頭、隘寮、社子、拔社埔六個大字，1940年10月1日後加入新高郡蕃地內一部分，設「郡坑」。
1940年後集集街轄域內分為集集、林尾、柴橋頭、隘寮、社子、拔社埔、郡坑七個大字。
- 集集大字下有「集集」、「鷄籠山」小字名
- 柴橋頭大字下有「吳厝」、「洞角」、「北勢坑」小字名[4]

戰後初設集集鎮，1950年社子、拔社埔、郡坑獨立組成水里鄉。

## 現在
戰後，中華民國設立集集鎮。1950年，政府將集集鎮分出社子、拔社埔、郡坑，獨立組成水里鄉。
集集鎮現有11里，水里鄉現有19村，各村與日治時期大字對照如下：
集集鎮
- 集集：集集里、和平里
- 林尾：林尾里
- 隘寮：隘寮里、田寮里
- 柴橋頭：玉映里、吳厝里、八張里、永昌里、富山里、廣明里

水里鄉
- 社子：中央村、北埔村、永豐村、車埕村、南光村、城中村、頂崁村、新城村、新興村、農富村、鉅工村、水里村
- 拔社埔：民和村
- 郡坑：新山村、郡坑村、上安村
- 水里鄉之玉峰、永興、興隆三村原屬鹿谷

## 人口統計
| 類別   | 人口數 |
| ------ | ------ |
| 內地人 | 954    |
| 本島人 | 17,177 |
| 朝鮮人 | 9      |
| 外國人 | 110    |
| 高砂族 | 0      |
| 合計   | 18,250 |

## 交通
- 集集線

## 設施

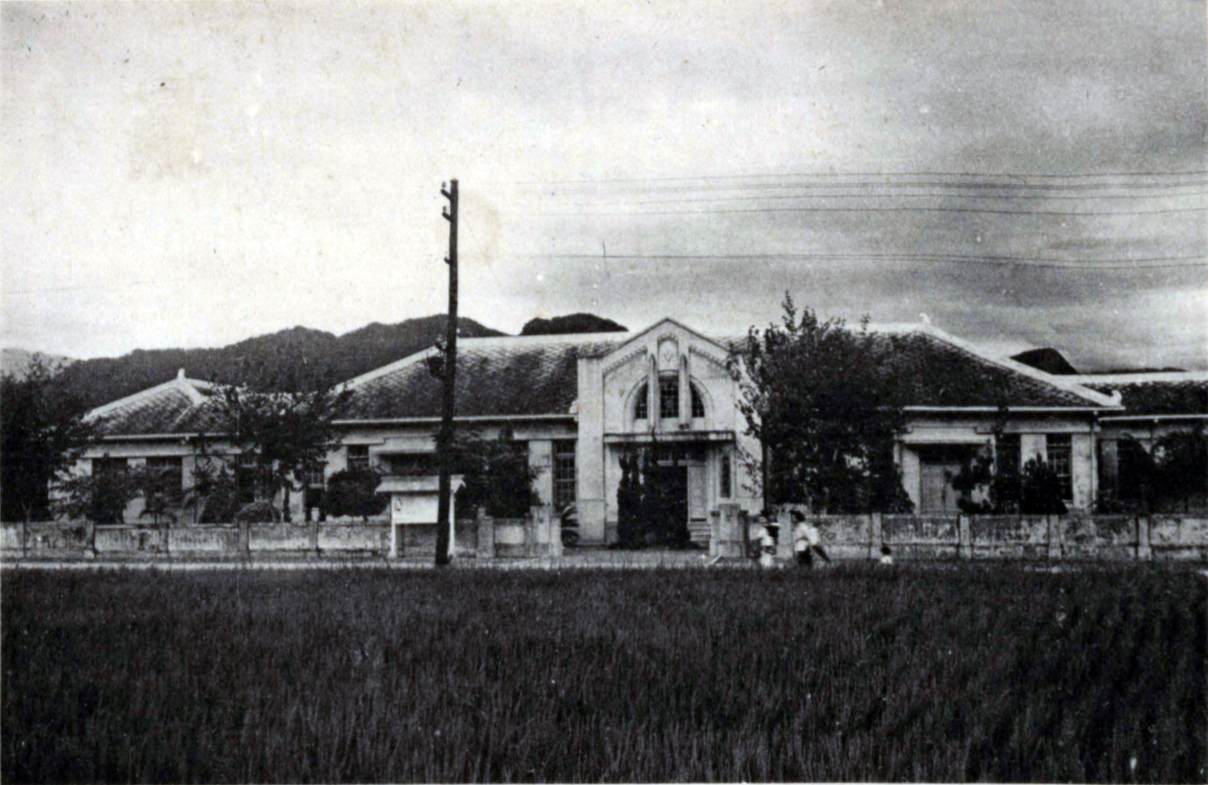
新高郡役所

### 機關
- 新高郡役所
- 集集街役場
- 台灣總督府專賣局集集出張所
- 臺中州內務部社子造林作業所

### 教育
- 集集尋常高等小學校
- 集集公學校
- 水里公學校
- 水里公學校拔社埔分教場
- 集集圖書館（集集街役場內）

### 市場

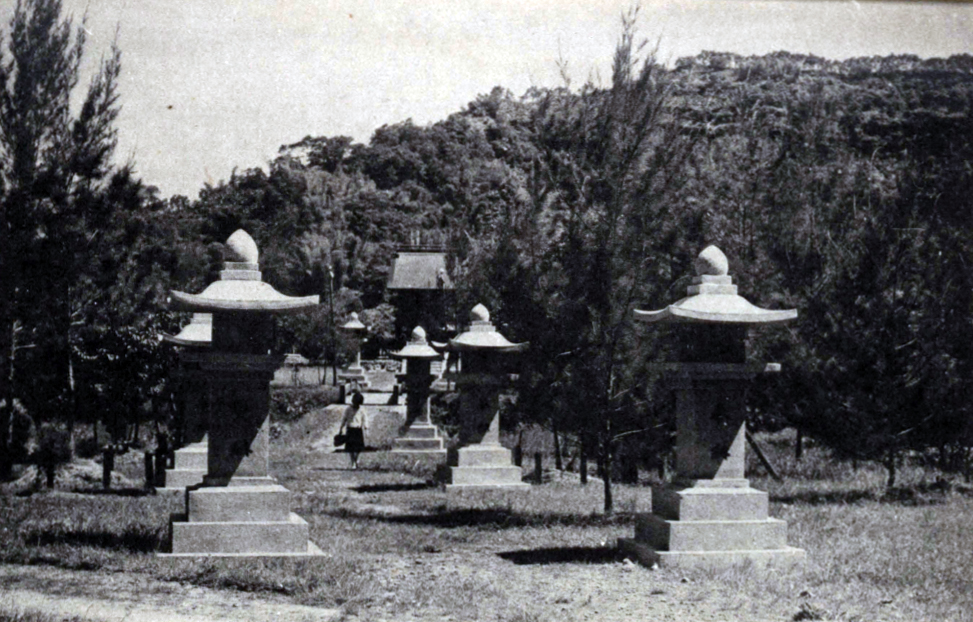
新高社

- 集集消費市場
- 水裡坑消費市場

### 社寺宗教
- 新高社（集集公園內）
- 真宗本派本願寺新高布教所
- 水裡坑基督教長老教會

### 其他

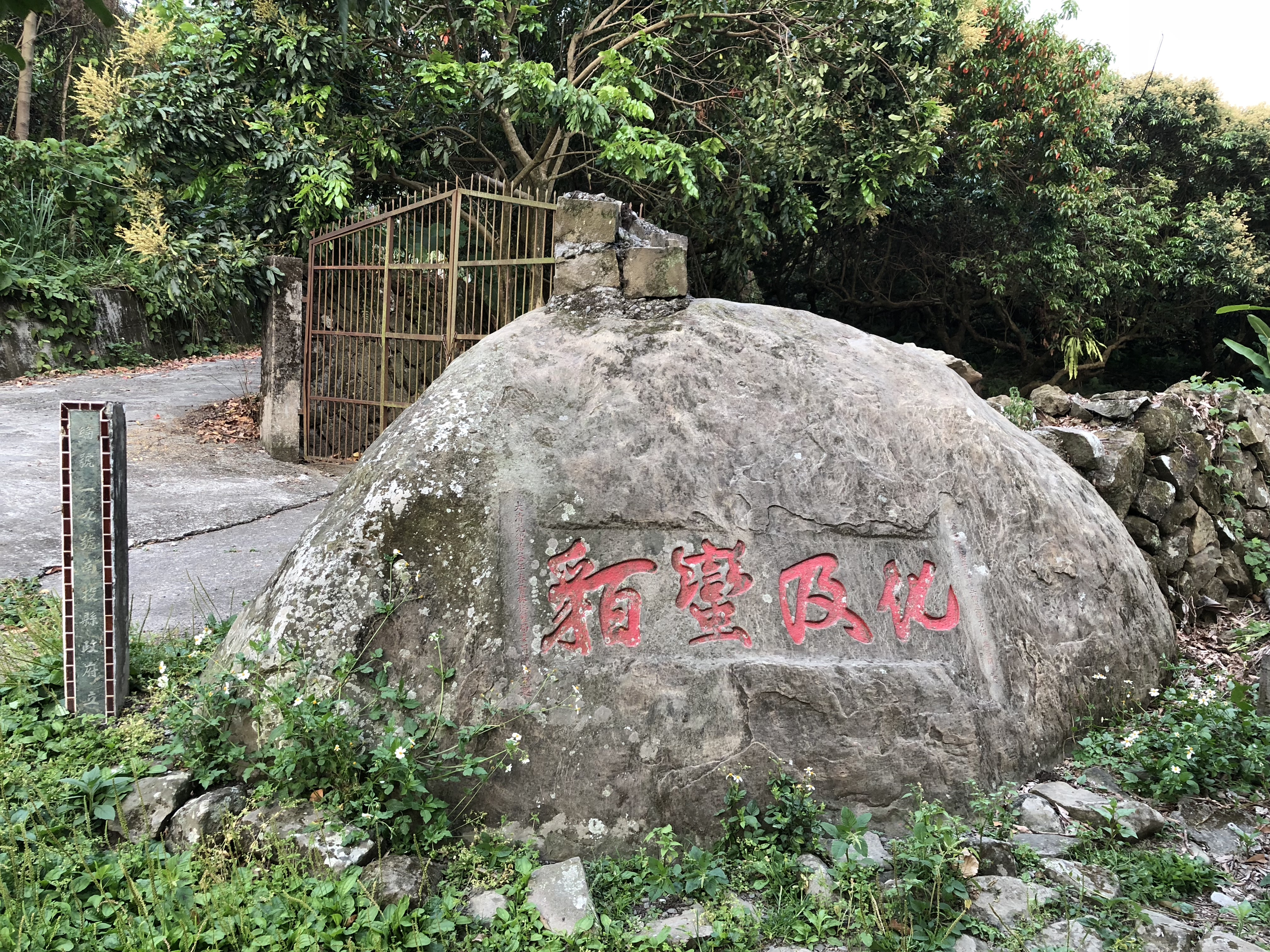
化及蠻貊石碑

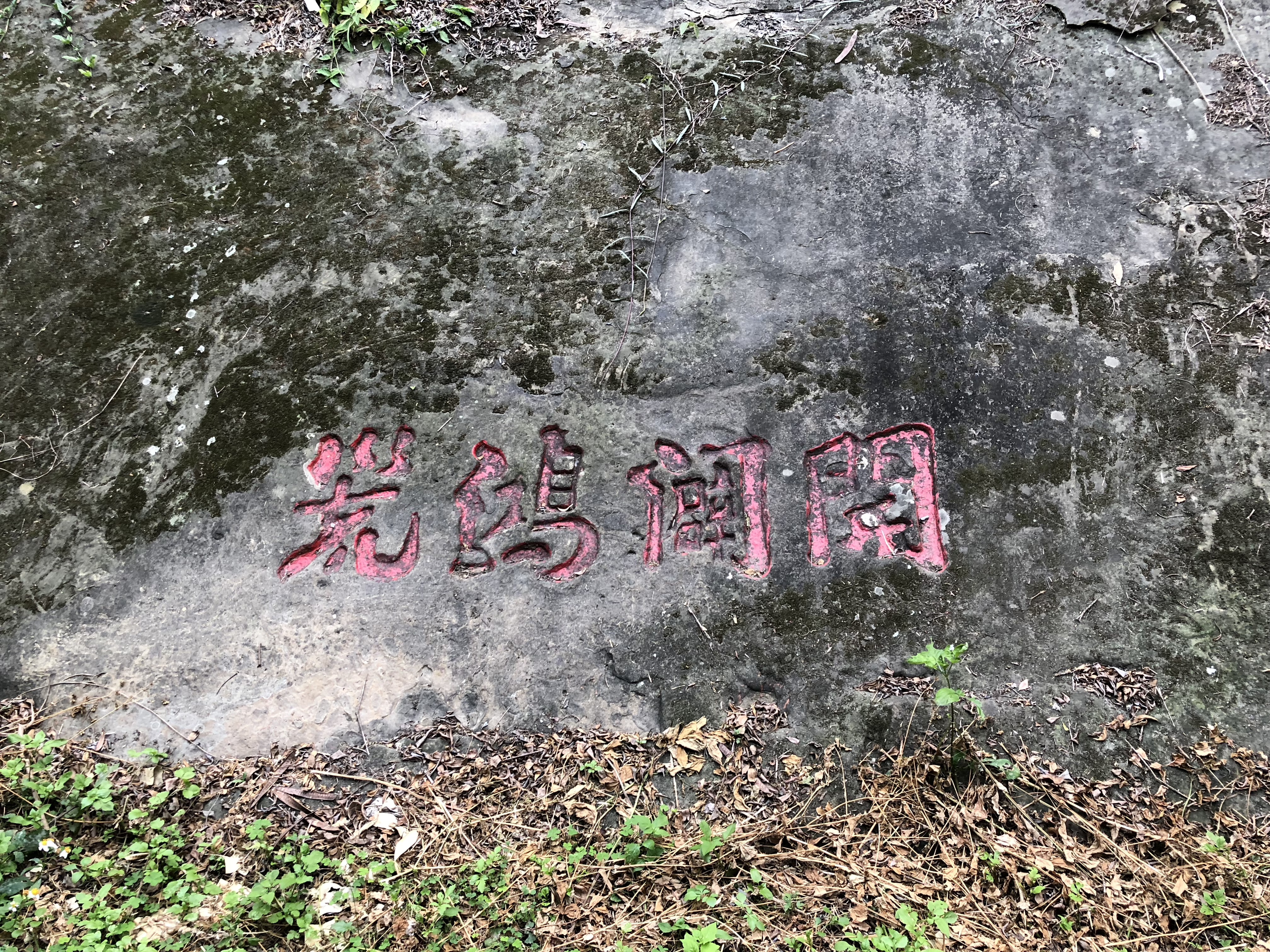
開闢鴻荒石碑

- 集集公園
- 水裡坑私設浴場（集集信用組合經營）

## 名所舊跡

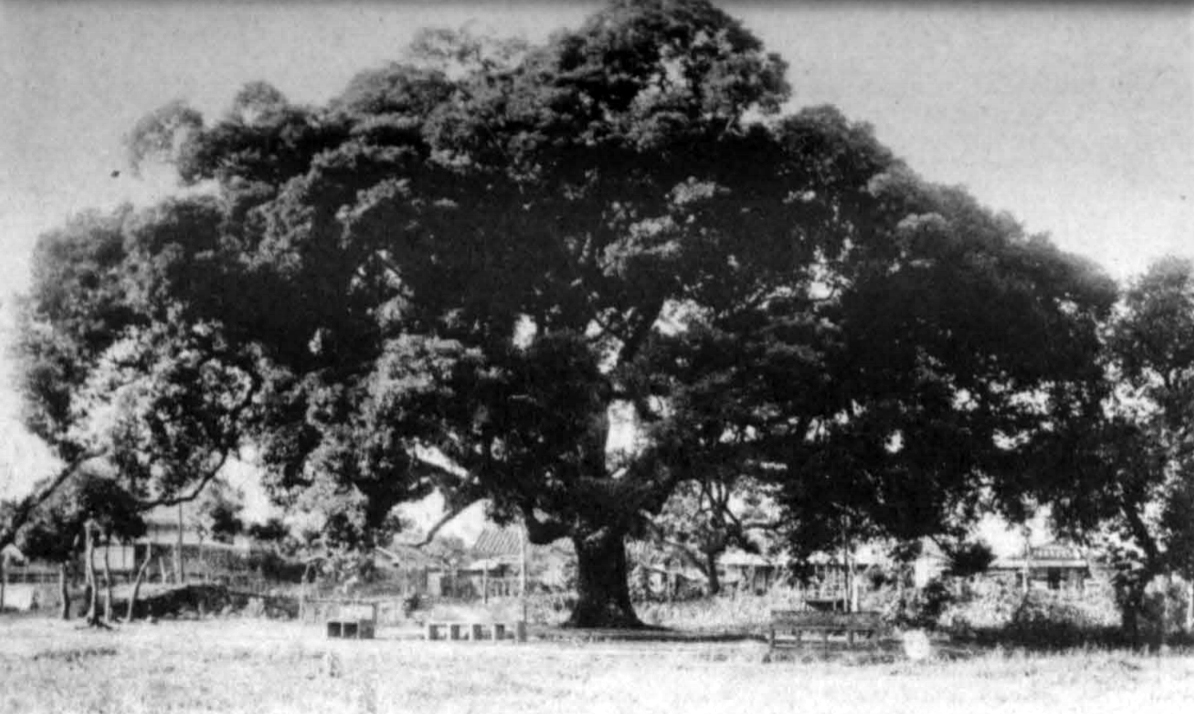
集集公園樟樹

- 集集公園
- 碑石：開闢鴻荒、化及蠻貊

## 會社
- 集集興產株式會社
- 新高軌道株式會社
- 集集拓殖株式會社
- 朝和拓殖株式會社
- 國際運通株式會社集集出張所
- 台灣運輸株式會社水裡坑營業所
- 新高新報社新高支局
- 日月潭漁業組合
- 集集信用購買利用組合
- 新警購買組合
- 拔社埔水利組合
- 大圳水利組合
- 臺中州農會新高支會[5]